# Cortland (Nova York)
Cortland és una població dels Estats Units a l'estat de Nova York. Segons el cens del 2000 tenia 18.740 habitants.

## Demografia
Segons el cens del 2000, Cortland tenia 18.740 habitants, 6.922 habitatges, i 3.454 famílies. La densitat de població era de 1.845,8 habitants/km².
Dels 6.922 habitatges en un 24,8% hi vivien nens de menys de 18 anys, en un 34,7% hi vivien parelles casades, en un 11,4% dones solteres, i en un 50,1% no eren unitats familiars. En el 36% dels habitatges hi vivien persones soles el 13% de les quals corresponia a persones de 65 anys o més que vivien soles. El nombre mitjà de persones vivint en cada habitatge era de 2,28 i el nombre mitjà de persones que vivien en cada família era de 2,95.
Per edats la població es repartia de la següent manera: un 18,3% tenia menys de 18 anys, un 28,4% entre 18 i 24, un 23,6% entre 25 i 44, un 16,8% de 45 a 60 i un 12,9% 65 anys o més.
L'edat mediana era de 28 anys. Per cada 100 dones de 18 o més anys hi havia 84,5 homes.
La renda mediana per habitatge era de 26.478 $ i la renda mediana per família de 39.167 $. Els homes tenien una renda mediana de 29.857 $ mentre que les dones 21.614 $. La renda per capita de la població era de 14.267 $. Entorn del 13,9% de les famílies i el 24,7% de la població estaven per davall del llindar de pobresa.

## Fills Il·lustres
- David Eugene Smith (1860-1944), matemàtic i historiador

## Poblacions més properes
El següent diagrama mostra les poblacions més properes.